# Elecciones locales de la Ciudad de México de 2021
Las elecciones de la Ciudad de México de 2021 se llevaron a cabo el domingo 6 de junio de 2021, y en ellas se renovaron los titulares de los siguientes cargos de elección popular de la Ciudad de México:
- 66 diputados locales: 33 diputados electos por mayoría relativa y 33 designados mediante representación proporcional para integrar la II Legislatura.
- 16 alcaldías: Integradas por un alcalde, electo para un periodo de tres años.

## Organización

### Partidos políticos
En las elecciones estatales tienen derecho a participar once partidos políticos. Diez son partidos con registro nacional: Partido Acción Nacional (PAN), Partido Revolucionario Institucional (PRI), Partido de la Revolución Democrática (PRD), Partido del Trabajo (PT), Partido Verde Ecologista de México (PVEM), Movimiento Ciudadano (MC), Movimiento Regeneración Nacional (MORENA), Partido Encuentro Solidario (PES), Fuerza por México (FPM) y Redes Sociales Progresistas (RSP). Y además el partido político local Partido Equidad, Libertad y Género (ELIGE).

### Proceso electoral
La campaña electoral para las diputaciones y los ayuntamientos inicia el 4 de abril y se extiende durante dos meses hasta el 2 de junio. La votación se realizará el domingo 6 de junio de 2021, de 8 de la mañana a 6 de la tarde, en simultáneo con las elecciones federales. En las elecciones tienen derecho a voto 7 772 400 habitantes.

### Distritos electorales
Para la elección de diputados de mayoría relativa del Congreso de la Ciudad de México, la entidad se divide en 33 distritos electorales.
| Distrito | Alcaldías                      | Mapa | Distrito                   | Alcaldías      |
| -------- | ------------------------------ | ---- | -------------------------- | -------------- |
| 1        | Gustavo A. Madero              |      | 18                         | Álvaro Obregón |
| 2        | Gustavo A. Madero              | 19   | Tlalpan, Xochimilco        |                |
| 3        | Azcapotzalco                   | 20   | Álvaro Obregón, Cuajimalpa |                |
| 4        | Gustavo A. Madero              | 21   | Iztapalapa                 |                |
| 5        | Azcapotzalco, Miguel Hidalgo   | 22   | Iztapalapa                 |                |
| 6        | Gustavo A. Madero              | 23   | Álvaro Obregón             |                |
| 7        | Milpa Alta, Tláhuac            | 24   | Iztapalapa                 |                |
| 8        | Tláhuac                        | 25   | Xochimilco                 |                |
| 9        | Cuauhtémoc                     | 26   | Benito Juárez, Coyoacán    |                |
| 10       | Venustiano Carranza            | 27   | Iztapalapa                 |                |
| 11       | Venustiano Carranza, Iztacalco | 28   | Iztapalapa                 |                |
| 12       | Cuauhtémoc                     | 29   | Iztapalapa                 |                |
| 13       | Miguel Hidalgo                 | 30   | Coyoacán                   |                |
| 14       | Tlalpan                        | 31   | Iztapalapa                 |                |
| 15       | Iztacalco                      | 32   | Coyoacán                   |                |
| 16       | Tlalpan                        | 33   | Magdalena Contreras        |                |
| 17       | Benito Juárez                  |      |                            |                |

## Resultados electorales

### Congreso de la Ciudad de México
|  | 38.72 % |

|  | 14.84 % |

|  | 26.26 % |

|  | 5.32 % |

|  | 3.57 % |

|  | 3.20 % |

|  | 2.20 % |

|  | 2.04 % |

|  | 1.85 % |

|  | 0.85 % |

|  | 0.75 % |

|  | 0.07 % |

|  | 0.27 % |

|  | 100 % |

### Alcaldías

Distribución de las alcaldías por partido político.

|  | 40.01 % |

|  | 26.24 % |

|  | 14.32 % |

|  | 5.84 % |

|  | 3.24 % |

|  | 2.76 % |

|  | 2.22 % |

|  | 1.91 % |

|  | 1.41 % |

|  | 0.70 % |

|  | 0.68 % |

|  | 0.61 % |

|  | 97.25 % |

|  | 3.21 % |